# Гесвасер
Гесвасер (фр. Geiswasser) — коммуна на северо-востоке Франции в регионе Гранд-Эст (бывший Эльзас — Шампань — Арденны — Лотарингия), департамент Верхний Рейн, округ Кольмар — Рибовилле, кантон Энсисем. До марта 2015 года коммуна административно входила в состав упразднённого кантона Нёф-Бризак (округ Кольмар).
Площадь коммуны — 8,24 км², население — 317 человек (2006) с тенденцией к росту: 326 человек (2012), плотность населения — 39,6 чел/км².

## Население
Численность населения коммуны в 2011 году составляла 326 человек, а в 2012 году — 326 человек.
| 1962 | 1968 | 1975 | 1982 | 1990 | 1999 | 2006 | 2008 | 2011 | 2012 |
| ---- | ---- | ---- | ---- | ---- | ---- | ---- | ---- | ---- | ---- |
| 134  | 159  | 168  | 174  | 223  | 257  | 317  | 334  | 326  | 326  |

Динамика населения:

## Экономика
В 2010 году из 240 человек трудоспособного возраста (от 15 до 64 лет) 194 были экономически активными, 46 — неактивными (показатель активности 80,8 %, в 1999 году — 73,1 %). Из 194 активных трудоспособных жителей работали 184 человека (103 мужчины и 81 женщина), 10 числились безработными (4 мужчины и 6 женщин). Среди 46 трудоспособных неактивных граждан 18 были учениками либо студентами, 13 — пенсионерами, а ещё 15 — были неактивны в силу других причин.
На протяжении 2011 года в коммуне числилось 120 облагаемых налогом домохозяйств, в которых проживало 321 человек. При этом медиана доходов составила 21455 евро на одного налогоплательщика.

## Достопримечательности (фотогалерея)

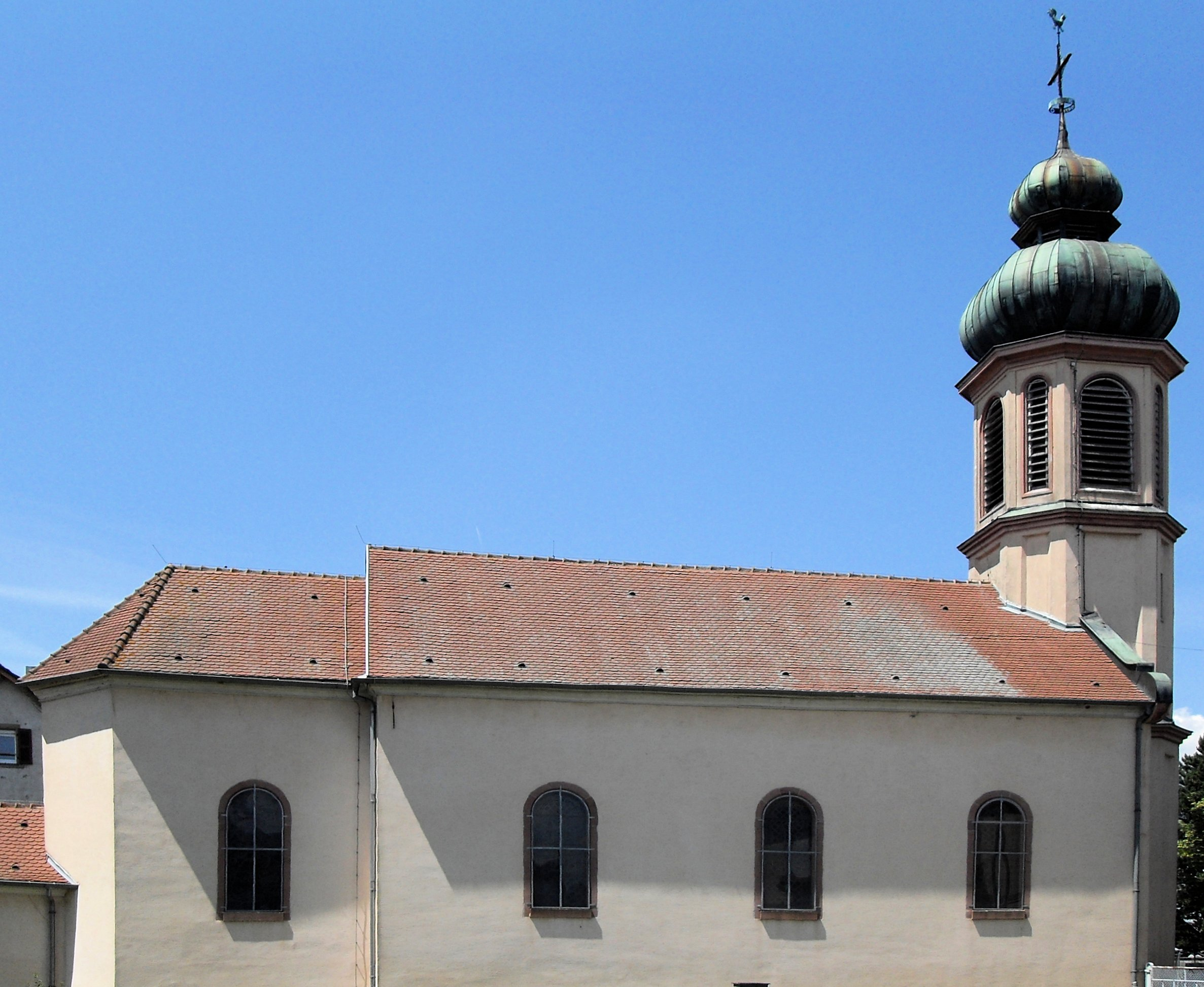
Церковь